# 싱가포르 축구 협회
싱가포르 축구 협회(영어: Football Association of Singapore)는 싱가포르의 축구 협회이다. 국제축구연맹(FIFA)과 아시아 축구 연맹(AFC)에 가입되어 있다. S리그, 싱가포르 축구 국가대표팀 등을 관리한다.

## 같이 보기
- 아시아 축구 연맹
- 아세안 축구 연맹
- 싱가포르 축구 국가대표팀
- 싱가포르 여자 축구 국가대표팀
- S리그